# Louis Ier de Forez
Louis Ier de Forez (16 mars 1339-6 avril 1362) est le fils aîné de Guigues VII de Forez et de Jeanne de Bourbon. Il est comte de Forez entre 1358 et sa mort.
Ses quatre années au pouvoir sont difficiles du fait de la guerre de Cent Ans dans le Forez dans la seconde partie du XIVe siècle.
Jeune, il est entraîné par son oncle paternel Renaud de Malleval et sa mère Jeanne de Bourbon dans des luttes d'influences. Il meurt lors de la bataille de Brignais en 1362 et son frère y est blessé à la tête.
Décédé sans postérité de son union avec Jeanne Roger de Beaufort-Turenne, fille de Guillaume II Roger, son frère Jean II lui succède en 1362.